# Sònia Hernández
|  | Sònia Hernández redirigeix aquí. Per a la historiadora de l'art i política catalana, vegeu Sònia Hernández Almodóvar. |

Sònia Hernández   (Terrassa, 20 de gener de 1976) és una escriptora i periodista catalana.

## Biografia
Sonia Hernández va néixer a Terrassa en 1976, va publicar en 2006 el seu primer llibre de poemes, La casa del mar, al que va seguir en 2010 Los nombres del tiempo. Com a narradora, ha publicat els llibres de relats Los enfermos erróneos (2008) i La propagación del silencio (2013), a més de les novel·les La mujer de Rapallo, en 2010 –el mateix any en què la prestigiosa revista britànica Granta la va incloure en la seva selecció dels millors narradors joves en espanyol–, i Los Pissimboni, publicada per Acantilado en 2015. És membre del Grup d'Estudis de l'Exili Literari (GEXEL), en el si del qual ha desenvolupat diversos treballs de recerca sobre Max Aub o, més recentment Vicente Rojo. Com a periodista, és col·laboradora habitual del suplement Cultura/s, de La Vanguardia.

## Obres

### Llibres de poemes
- La casa del mar (2006).
- Los nombres del tiempo (2010).

### Llibres de relats
- Los enfermos erróneos.(2008)
- La propagación del silencio.(2013)

### Novel·les
- La mujer de Rapallo.(2010)
- Los Pissimboni.(2015)

## Premis i reconeixements
- Finalista del XI Premi de Narrativa Dulce Chacón amb la seva novel·la Los Pissimboni (Acantilado)